# Kosmos 106
Kosmos 106 – radziecki wojskowy satelita służący do kalibracji naziemnych radarów pracujących na rzecz sił zwalczających pociski balistyczne. Był to pierwszy z serii 19 satelitów kalibracyjnych typu DS-P1-I. Po zakończeniu misji spłonął w górnych warstwach atmosfery 14 listopada 1966 roku.